# 杣山 (福井県)
杣山（そまやま）は、福井県南条郡南越前町の中央部に聳える山塊である。別名は城山。

## 概要
杣山は南条山地に属しているが、単独で突出した位置にある山塊である。標高は492m。鎌倉時代には山頂に杣山城が築かれ、越前国における重要な山城として歴史に刻まれた。
名前の由来はかつて杣山城の修復の為杣人を募集したところ、山に杣人が溢れるほどになったという言い伝えに由来する。その名の通り、檜の立ち並ぶ登山道が印象的な山である。

## 山岳利用
麓にキャンプ場が作られているが、それほど積極的にPRされているわけではない。むしろ山の歴史および、山に残された遺構や伝説の数々により登山客を集客している。主に新田義貞が敵軍に攻め込まれた際、その正室が身を隠したとされる姫穴や瓜生保が戦死した際、杣山城の女達が袿を掛けその身を投げたと言われる袿掛岩など様々な箇所が残されている。このような様々な遺構、伝説を残す杣山を県外から訪れる人も多い。

## 登山
登山道は全部で4通りあり、難易度は大きく違う。東側の登山道が最も易しく、西側の登山道が最も厳しい。特に犬戻駒返し付近と姫穴の付近は狭路の岩場が続き、難所といえる区間である。しかし一般的な脚力を持つ人なら1時間半程で登頂できる山であり、初心者がチャレンジするにはうってつけの山といえるだろう。ただし標高の割に疲労がたまることは否めない登山であることには違いない。